# ラブバード

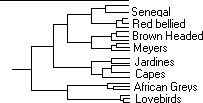
DNAの調査に基づく8種類のアフリカ産インコの関係

ラブバード（Agapornis 属：ギリシャ語の“愛”を表す“Agape”と、“鳥”を表す“Ornis”から）とは非常に社会性が高く情愛深いインコであり、コザクラインコ、ボタンインコなど9種類が存在する（下記で詳述）。
ラブバードという呼称はこの鳥が持つ、仲間と非常に強固な絆を結ぶ性質に由来する。このことは英語以外の言語での呼称にも反映されている（ドイツ語では"die Unzertrennlichen"《いつも一緒にいるもの》、フランス語では"les inséparables"《分離できないもの》）。
おおよその体長および体重は、13-17cm・40-60g。小さくがっしりした体に短い四角の尾羽根を特徴とする、世界でも最小のインコの一種である。体のわりに大きな嘴を持つ。ブルーボタンインコなど色変わりの変種（ミューテーション）で様々な色を特徴とするものもあるが、ほとんどのラブバードは緑やオレンジ、ルチノーなどである。中にはルリゴシボタンインコやクロボタンインコ、キエリボタンインコのように目の回りに白いリングをもつ種類もある。平均的な寿命は10年から20年とされる。飼料としては果実、野菜と穀物を含んだペレット主体の食餌が推奨される。
ラブバードは他のインコと同様社会性に富んでおり、十分な愛情を持って世話をすればたいへんよく懐く。また名前の通りの情愛深い性質を尊重するため、つがいで飼うことが理想的とする考えもある。

## ペットとしてのラブバード
ラブバードは非常に優れたペットになりうる資質を持っているが他の種類のインコに比べてより活動的で頑健であるため、飼育する場合は他種のインコに比べて十分なコミュニケーションの時間と忍耐力が必要となる。
飼育の際には十分な愛情とスペース、おもちゃを与えてやることがラブバードと良好な関係を築く条件である。
ラブバードは気に入った相手にすり寄ることが大好きで、飼育下ではしばしばお気に入りの人間に対し羽繕いをしてやることもある。

## 種類と分布

現存している分子的証明に基づいたAgapornis 属の系統発生 赤い線で示される種は現在この系統にはおかれていないが、この属に含まれている。

いろいろな種のうち8種がアフリカ大陸本土に由来する。9番目の種類であるカルカヤインコ（Agapornis canus）はマダガスカル原産である。野生ではそれぞれの種は地理的に隔てられている。ラブバードは小さな群れを作って生活しており主に果実、野菜、ある種の草や種子を食べる。ハツハナインコはこの他にイチジクや昆虫を好んで食べる。
一部の種類のラブバードだけが雌雄二形性（雌雄で外観が違う）である。これにはハツハナインコ、カルカヤインコ、ワカクサインコが含まれる。
全部で以下の9種類が存在する:
- コザクラインコ、Agapornis roseicollis　Peach-faced Lovebird
- キエリボタンインコ、Agapornis personata　Masked Lovebird
- ルリゴシボタンインコ、Agapornis fischeri　Fischer's Lovebird
- ボタンインコ、Agapornis lilianae　Lilian's Lovebird
- クロボタンインコ、Agapornis nigrigenis　Black-cheeked Lovebird
- カルカヤインコ、Agapornis canus　Madagascar Lovebird
- ハツハナインコ、Agapornis taranta　Abyssinian Lovebird
- コハナインコ、Agapornis pullarius　Red-faced Lovebird
- ワカクサインコ、Agapornis swindernianus　Black-collared Lovebird

## 飼育
他のいかなるペットでも同様であるが購入しようとしている鳥が人工的に繁殖させられたものであって、捕獲された野生種でないことを必ずきちんと確認しなくてはならない。これには自然保護や倫理的な理由もあるが、捕獲された野生動物は人工繁殖の動物より病死する傾向が強いためでもある。
ラブバード（Agapornis属）はオスもメスもまったく同じ外観をしている。産卵していない固体の性別を正確に識別する唯一の方法は DNA 検査を行うことである。有能な鳥類を扱う獣医ならば一滴の血液で検査を行うことができるし、検査キットはオンラインで注文して購入することができる。骨盤による検査や外科的な検査は推奨しない。

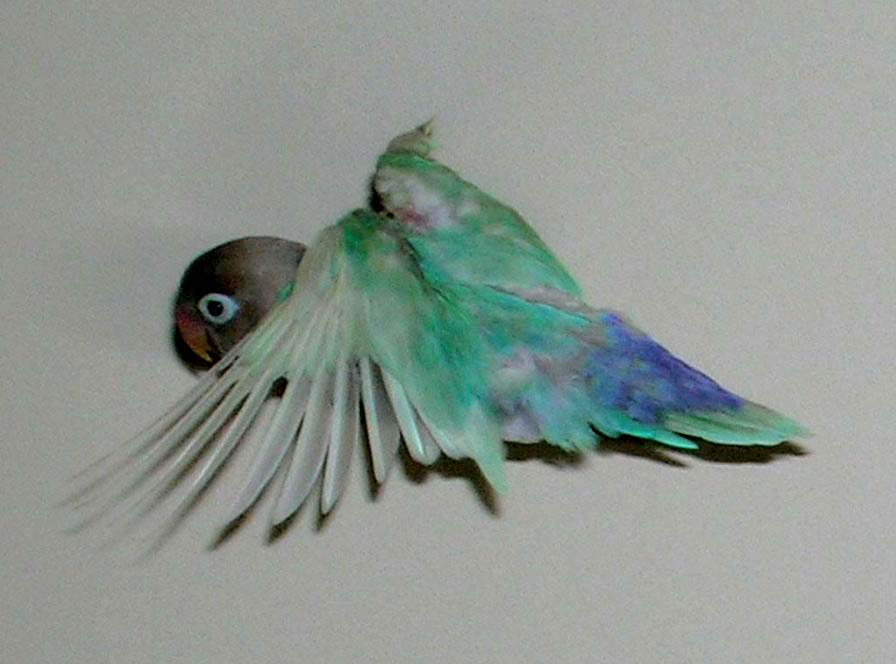
飛行する青い色変わりの変種

### 色変わりの変種
青色の変種がこの種類における主な色変わりで野生の原種より幾分小型である。この変種は明るい青色の背中、尾、胸を持ち、白い首と薄い灰色の頭部、薄いピンクの嘴をしている。この変種は 1957年に南アフリカの R.Horsham によって初めて生み出され、二年後には F. Warford 博士により合衆国のカリフォルニア州サンフランシスコでも作られた。
黄色の色変わりは、最初にフランスで生み出された。薄い黄色でオレンジ色の顔と赤い嘴を持つ。
このほかに、ルチノー(黄色い変種)、まだら、黒または暗い色の目をした白、シナモン、白、アルビノなどの変種が生み出されている。

### 飼育環境

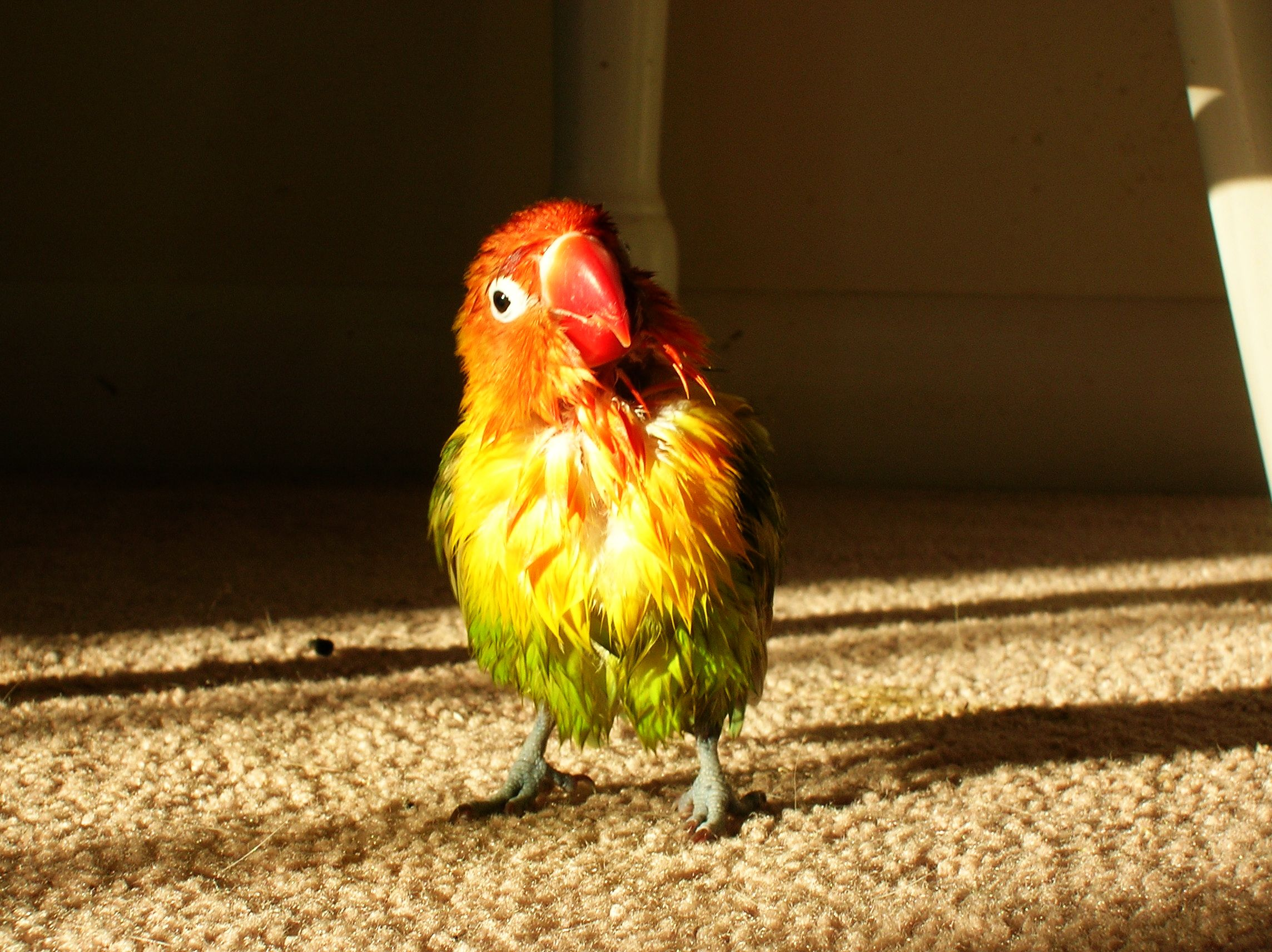
水浴びのあと。彼らはひなたぼっこも大好きである

ルリゴシボタンインコは非常に活発で、大きな鳥かごを必要とする。またたくさんのおもちゃや、かじって遊ぶための小物を必要とする。十分な大きさのかごでなかったり（最低でも一羽なら 50cm x 50cm x 75cm、つがいなら65cm x 65cm x 75cmの大きさ。いずれの場合でも円形のかごを買ってはならない。これは彼らが不安を感じたときに隠れることのできるコーナーをきちんと確保することができないためである）十分な量のおもちゃ（4-6個）や遊ぶ材料が与えられないと退屈や落胆から毛引きを誘発することさえあるが、こうなるとこれをやめさせることは難しい。彼らは水浴びが大好きでほとんど毎日するので水浴び用の容器を準備してやるのもまたよい考えである。水浴びをした後、彼らは羽を乾かすため長時間の日向ぼっこを楽しむ。しかしながら彼らをいかなる窓の近くにもおいてはならない。さもないと病気に罹ってしまうことがある。

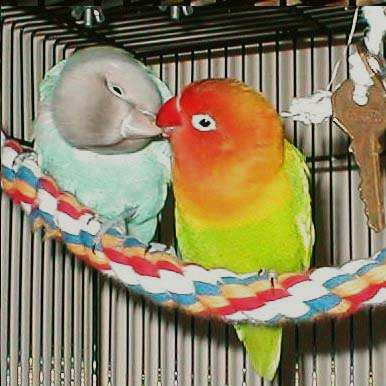
キスしている二羽のラブバード

ラブバードは非常に群居性の高い鳥なので（飼い主が独り身のラブバードを楽しませコンパニオンたろうと、喜んで何時間も費やすことができないのであれば）その肉体的のみならず精神的な健康のため、つがいで飼うことが推奨される。

### 食餌
ルリゴシボタンインコに、ペレット、果実、種子、穀物、もやしや野菜などのようなさまざまな種類の餌を与えるのは良い考えである。常食としてはペレットが推奨される（ペレットでも、人工着色料や保存料---エトキシキンや BHA- ブチルヒドロキシアニソール、BHT- ブチルヒドロキシトルエンを含んだものは有害なので避けるべきである）。これは、一般にペットショップで売られているアワ主体の餌がジャンクフードと同様で、脂肪分過多で栄養のバランスもよくないからである。鳥がこの種の餌を好むようになることによりその寿命を縮めてしまう。ラブバードのような小鳥のために作られたペレットは彼らにバランスのよい食餌を与えるよい方法である。ラブバードは一般に穀物やある種のワイルドライス（マコモの実）をとりわけ好むが、これ以外のより健康的な食餌を穀物に混合して必要とするビタミンを摂取できるようにしてやるべきである。
種子混合の食餌（あるいは本当にたった一種類のみからなる食餌）では十分ではなく、脂肪肝をはじめとする健康上の問題を引き起こすことがある。

### 個性

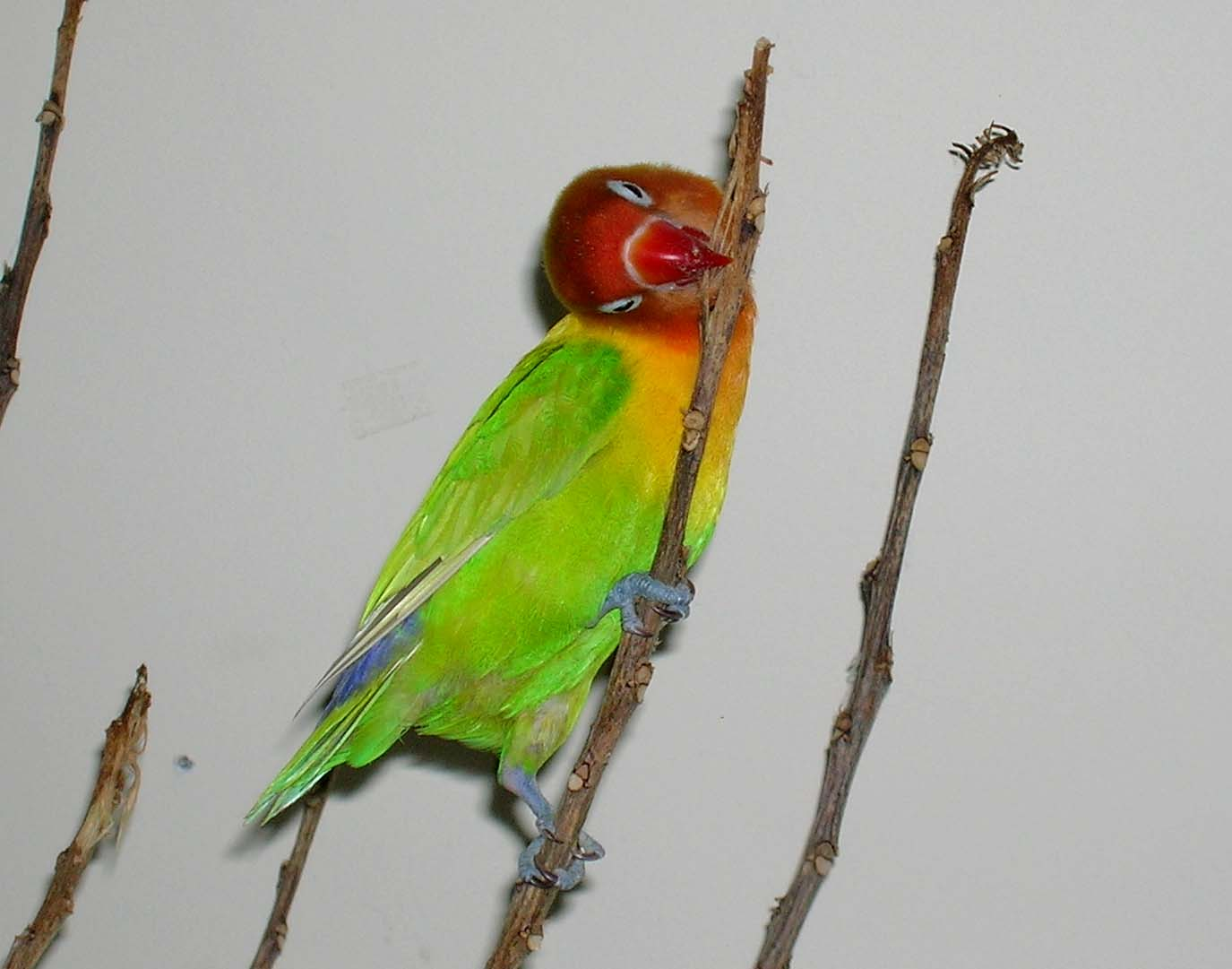
ラブバードは非常に活発で何か物をかじるのが大好きである

それぞれのラブバードは個々の独立した個性を持っているが、ある種の一般化を行うことはできる。第一に彼らは非常に臆病で、突然何かが動いたり、大きな音がしたり、たとえ小さくても見慣れないものが現れたりするとおびえてしまう。飼い主は（飼い馴らすことの障害になるため）彼らをひどくおびえさせないよう、きわめて注意深くする必要がある。一般に彼らは触れられることを好まない。ラブバードは大変に賢く、かごの扉を開ける方法を理解して外に出てきてしまうことすらある。その知能に加えて（一度飼い馴らされて、居ついてしまえば）大変好奇心が強い。もしも彼らをかごの外に放すことがあるならば、飼い主はその安全確保のために多大な注意を払うべきである。煮炊きをしているときにキッチンを飛び回らないようにする、いかなる電線にも、冷蔵庫の背面のようなはまり込む危険のある場所にも近づけない、などなど。一般家庭はラブバードにとって非常に危険な場所になりうるのである。
また彼らはきれい好きで、いつも羽繕いをし定期的に水浴びをする。かごの外に放されることがあるならば排便のため別の場所に飛んでいくことさえある。清掃を簡単にするため彼らのお気に入りの場所の下に新聞紙を敷いておくとよい。

### 飼い馴らすには
挿し餌で育てられたルリゴシボタンインコを購入しようとすると非常に高くつくが、ペットと遊ぶことを期待するのであればそうするほうがよい。なぜなら、なにより彼らは大変に臆病なので挿し餌で育てられたのではないラブバードを飼い馴らすには大変な忍耐が要求されるからである。雄は大変に臆病であったり頑固だったりするので飼いならすのは雌のほうがはるかに容易であるが、それでも飼い主の指に登るようになったり（彼らはあまりこれを好まない）肩に向かって飛んできて止まる（こちらのほうが好まれる）ようになるまでに馴らすには数年かかることもある。
一般にラブバードはおしゃべりが上手な鳥であるとは考えられてはいない。中には単語を覚えるラブバードもいるが、こういったことができるとすればそれはまず雌である。多くの小型のインコの例にもれず、ラブバードの“声”は甲高くかすれており、そのおしゃべりを理解することは難しい。

### 潜在的な問題

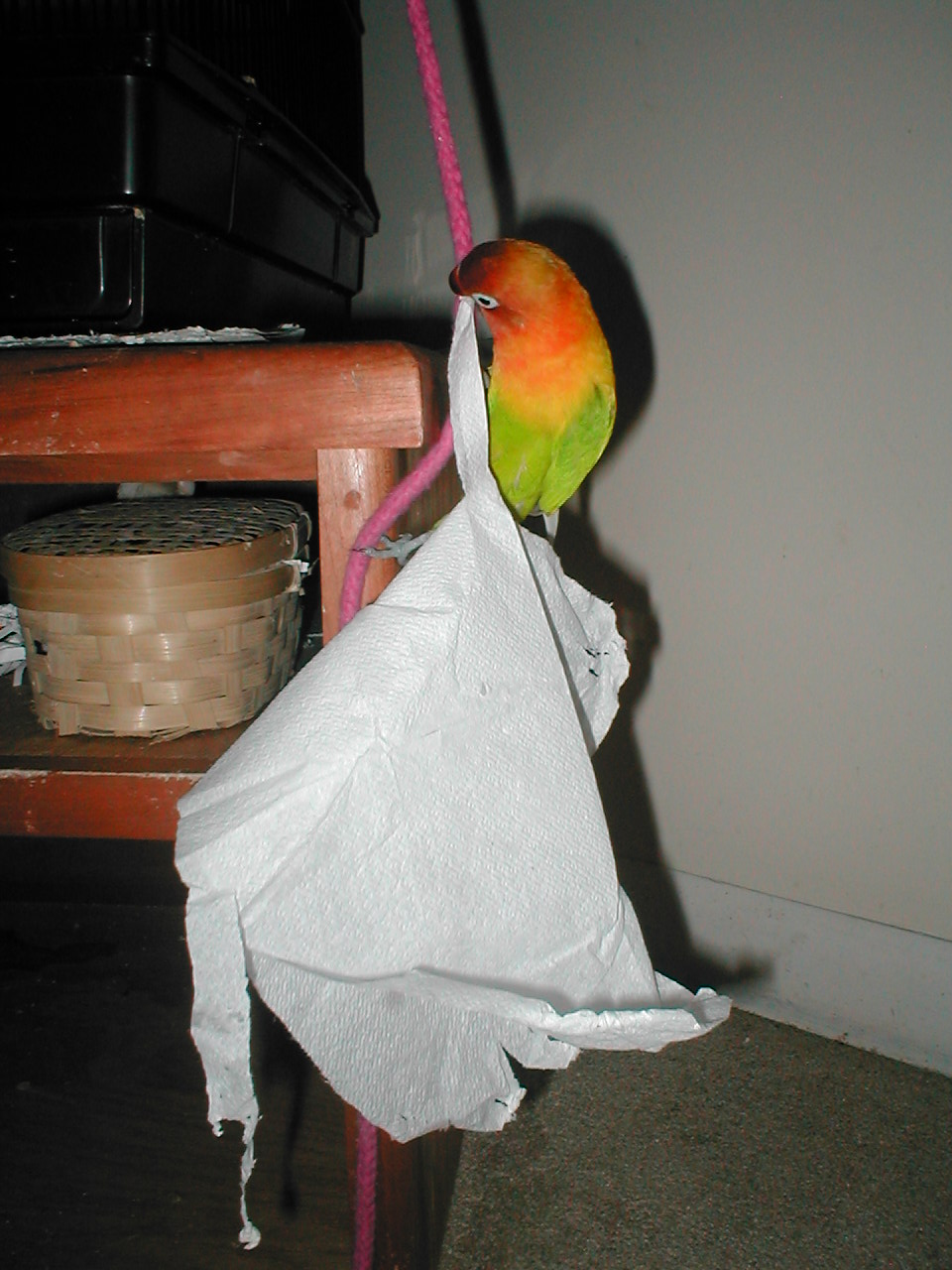
ラブバードは大変に活動的である

ルリゴシボタンインコもほかの飼育下にあるさまざまな鳥同様、退屈したりストレスにさらされたりすることで毛引きをするようになることがある。これを防ぐためには、たくさんの遊び道具や、噛んで楽しむものを与えるべきである。十分な広さのかごが与えられるべきであり、彼らがいやがらない範囲で愛情を示してやらなくてはならない。一度毛引きが始まってしまうとこの習慣をやめさせることは大変に難しい。上述したものを与えること、そして彼らとの時間を与えることで、しばしば毛引きを軽減したりやめさせたりできることがある。
ラブバードは巣ごもりの好きな鳥として（ことに交尾期は）悪名高い。このことから、細い紙切れや布地のような柔軟な素材はラブバードに与えないほうがよい。これらはラブバードが巣作りの材料とみなす可能性があり、そうすると発情して交尾を試みる。こういったことは経験を十分積んだ人間でなければ試みるべきではない。しばしば人々が自分の飼い鳥に与えるような巣箱や隠れ場所、小さな箱といったものもまた同じ理由から薦められない。
ルリゴシボタンインコは足から足先にかけて茶色ないしクリーム色がかった斑点が生ずることが特徴の奇妙な病気に罹りがちである。おそらくこれは彼らがその領域を強迫観念のように噛むことによって生ずる感染症であろう。この病気が何によって引き起こされるのかは判っていない。ひとつの仮説として明るさの変化と、野生のルリゴシボタンインコが普通に行える（たとえば巣を作るといったような）ことができないことによるホルモン失調により発病するという説がある。別の仮説では何らかの病原体によるものとしている。もし発病の兆候が見られたなら直ちに獣医のもとに連れて行かなければならない。処置は傷のための抗生物質と、患部を噛みつづけることをやめさせるための何らかの処置が含まれるのが普通である。これは鎮静剤ですむ場合もある。エリザベスカラーは着用している鳥にとっても、その周囲の鳥にとってもきわめて強いストレスを与えうるので、その着用は最後の手段としてのみ用いられるべきである。鳥によってはこのストレスのために毛引きをするようになるかもしれない。
ラブバードは噛み癖のある威張った鳥としても知られている。これを面白くてかわいらしい癖とみなしている飼い主はたくさんいるが、そう思わない人もいる。ラブバードは仮によいペットであったとしても万人向きではない。ラブバードは好んで強く噛み付くことで飼い主の限界をテストする。飼い主は早いうちにこの限界を設定しないと意地を通すために噛み付く鳥を飼う羽目になる。

## 参照
1. ↑  Eberhard, Jessica R.（1998）：Evolution of nest-building behavior in Agapornis parrots. The Auk 115（2）：455-464.